# Tōsandō
Tōsandō (東山道, literalmente, "la región de las montañas del este") era una antigua región de Japón. El nombre también era usado para designar a una serie de carreteras (国府 kokufu) que recorrían las diferentes capitales de cada provincia de la región. Era parte del sistema Gokishichidō y se situaba en la parte central de las montañas del norte de Honshu, su mayor parte se encuentra en la actual región de Tōhoku.
La región de Tōsandō constaba de ocho provincias:
- Provincia de Ōmi.
- Provincia de Mino.
- Provincia de Hida.
- Provincia de Shinano.
- Provincia de Kōzuke.
- Provincia de Shimotsuke.
- Provincia de Mutsu.
- Provincia de Dewa.

Después del año 711, Tōsandō incluyó la provincia de Musashi.